# Fiat Tipo (2015)
Fiat Tipo – samochód osobowy klasy kompaktowej produkowany pod włoską marką FIAT od 2015 roku.
W Turcji oferowany pod nazwą Fiat Egea, natomiast w Meksyku i na Bliskim Wschodzie pod siostrzaną marką Dodge jako Dodge Neon. Jego poszczególne wersje nadwoziowe (hatchback, sedan, kombi) zastąpiły trzy modele: Bravo, Linea i Stilo MultiWagon. Dotychczas sprzedano ponad 800 tys. sztuk pojazdu.

## Historia i opis modelu

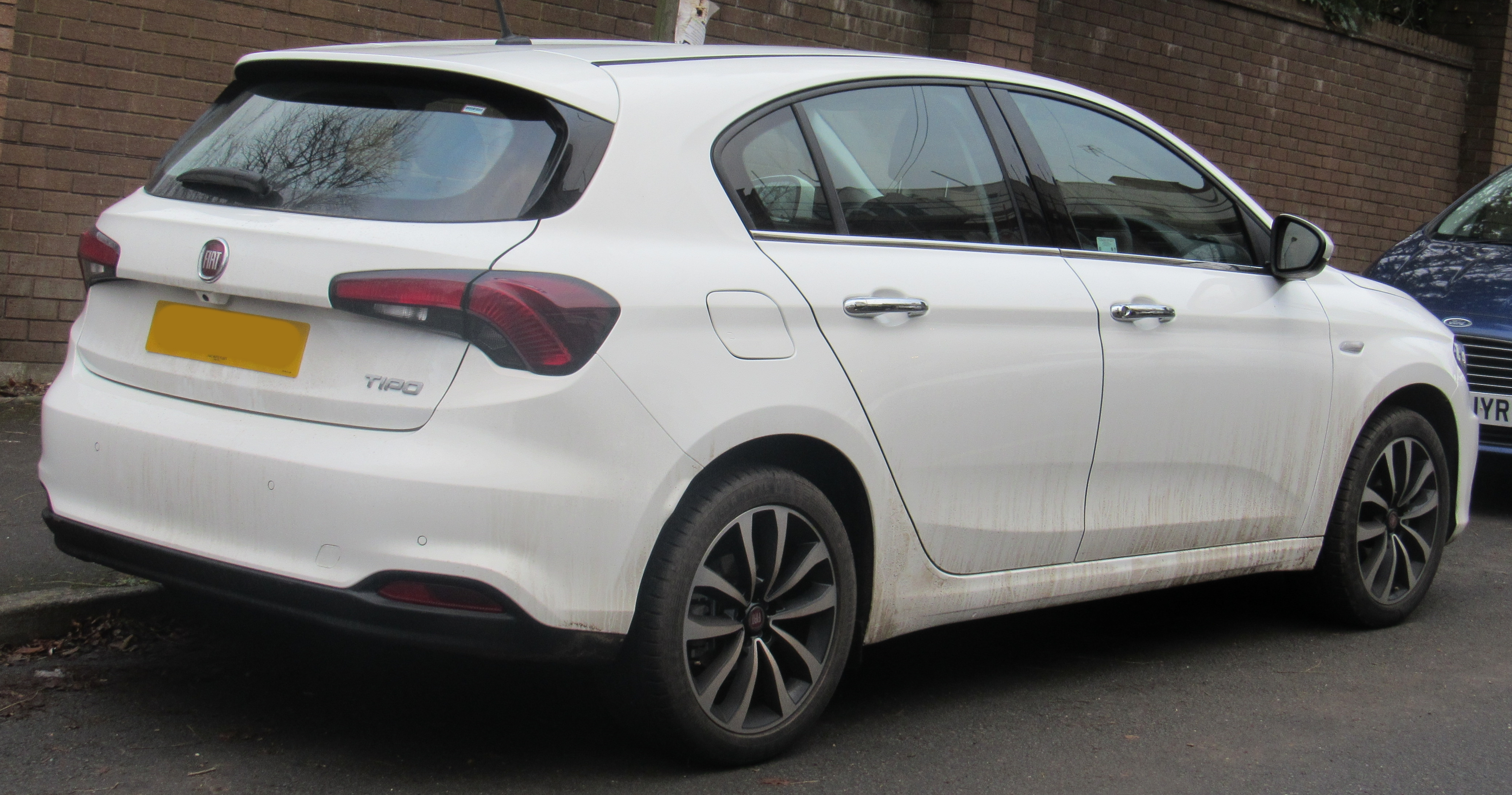
Fiat Tipo – tył

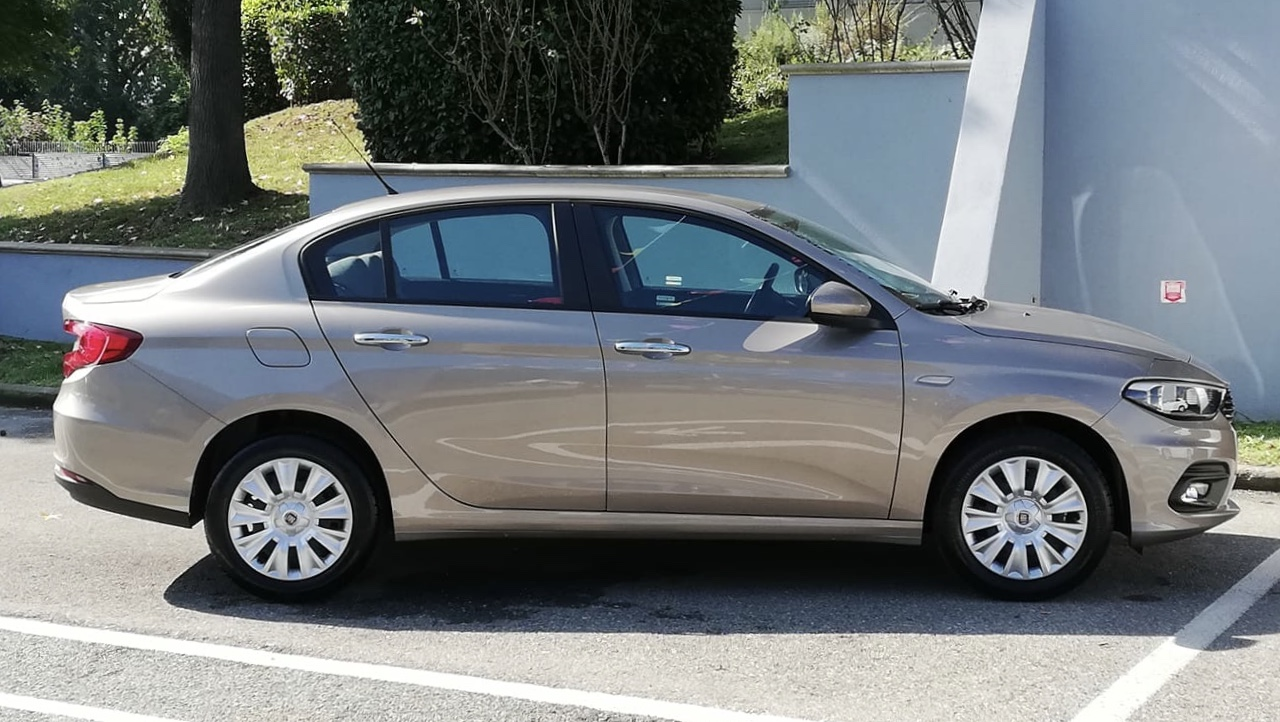
Fiat Tipo Sedan

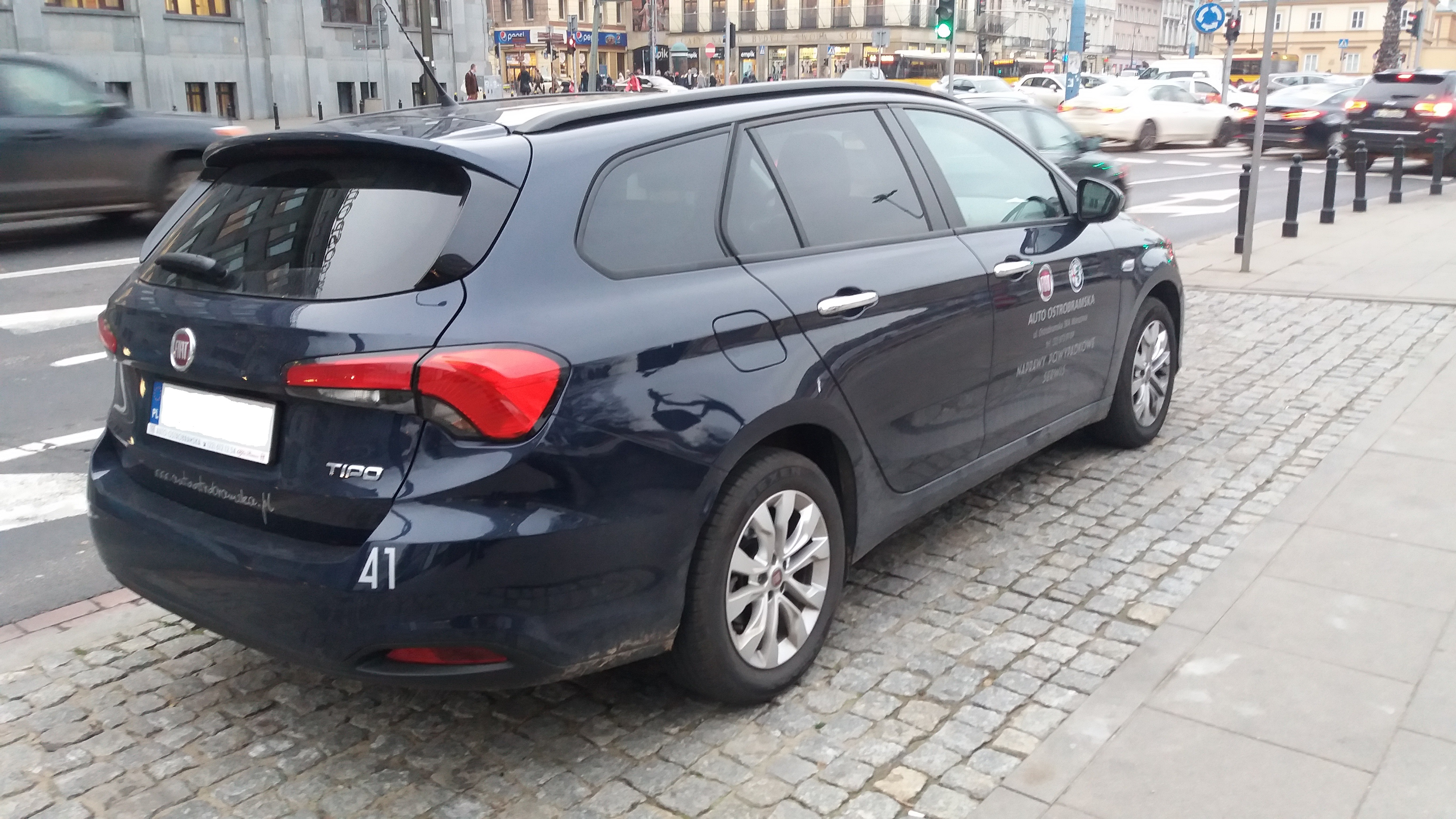
Fiat Tipo Station Wagon

### Projekt Egea
Budowa modelu Tipo rozpoczęła się w 2014 roku, kiedy Fiat ogłosił projekt Egea (Typ 356). Został opracowany w ramach spółki joint venture pomiędzy Fiatem i Tofaş. Projekt zakładał wdrożenie do produkcji samochodów kompaktowych, które miałyby zastąpić zarówno hatchbacka Bravo, jak i sedana Linea. Plan zakładał sprzedaż pojazdów na terenie Europy, Bliskiego Wschodu i Afryki (EMEA). Wybranym miejscem na produkcję samochodów została fabryka w tureckiej Bursie, gdzie wcześniej produkowano model Linea. Przedstawiciel marki Fiat oświadczył, że główne założenia przy budowie nowych aut to funkcjonalne rozwiązania, niskie koszty eksploatacji, przestronne wnętrze i niska cena.
Samochód zaprezentowano po raz pierwszy podczas targów motoryzacyjnych w tureckim Stambule w maju 2015 roku. W lipcu tego samego roku ogłoszono, że model oferowany na rynku europejskim będzie nosić nazwę Tipo, natomiast w Turcji pojazd będzie nazwany Egea, w nawiązaniu do morza Egejskiego. Poinformowano również, że Tipo będzie stanowić bazę dla nowej gamy pojazdów kompaktowych składającej się z trzech wersji nadwoziowych (hatchback, sedan oraz kombi). Produkcja rozpoczęła się w październiku 2015 roku. Fiat i Tofaş zainwestowały łącznie 1,5 miliarda dolarów w tworzenie i produkcję Tipo.

### Historia
W listopadzie 2015 roku Tipo zadebiutował na rynku włoskim, hiszpańskim i francuskim, na polskim rynku samochód debiutował w lutym 2016 roku.
Na początku sprzedaży samochód znacznie przekroczył nadzieje polskiego importera. 1200 z 1500 egzemplarzy zaplanowanych przez producenta na rynek polski w 2016 roku zostało sprzedane właściwie jeszcze przed rozpoczęciem oficjalnej sprzedaży.
Oficjalna premiera wersji hatchback oraz kombi miała miejsce podczas targów motoryzacyjnych w Genewie w marcu 2016 roku. Na polskim rynku samochody debiutowały w styczniu 2017 roku.
Po wyruszeniu 13 sierpnia 2016 roku bezpośrednio z zakładu Tofaş w Bursie, Tipo pobił rekord świata pokonując 41 000 kilometrów w 133 dni, odwiedzając 22 kraje oraz 122 miasta. Za jego kierownicą znalazł się dziennikarz Okan Altan.
Wiosną 2017 roku jako jeden z pierwszych Fiat uruchomił sprzedaż Fiata Tipo w abonamencie. Samochód początkowo był dostępny w abonamencie na 11 lub 23 miesiące. Również w tym samym roku na wybranych rynkach południowej Europy zadebiutowała wersja Van, pozbawiona tylnych siedzeń, oraz silnik 1.4 T-Jet z fabryczną instalacją gazową LPG.
W lutym 2019 roku wyprodukowano 500 000. egzemplarz pojazdu. Jubileuszowy egzemplarz to Tipo z nadwoziem hatchback w wersji Sport, wyposażony w silnik 1.6 Multijet DCT o mocy 120 KM.

### Stylistyka
Stylistyką pojazdu zajął się Centro Stile Fiat. W porównaniu do poprzedników, w pierwszej kolejności zaprojektowano wersję sedan, by uzyskać bardziej harmonijną i elegancką karoserię. Jeden z projektantów, Alberto Dilillo, deklaruje, że inspiracje projektantów frontu pojazdu pochodzą bezpośrednio z modeli Maserati dzięki reflektorom połączonymi z atrapą chłodnicy i wlotami powietrza z trójwymiarowymi chromowanymi elementami. Z tyłu pojazdu klapa bagażnika ma kształt imitujący spoiler.

### Wnętrze

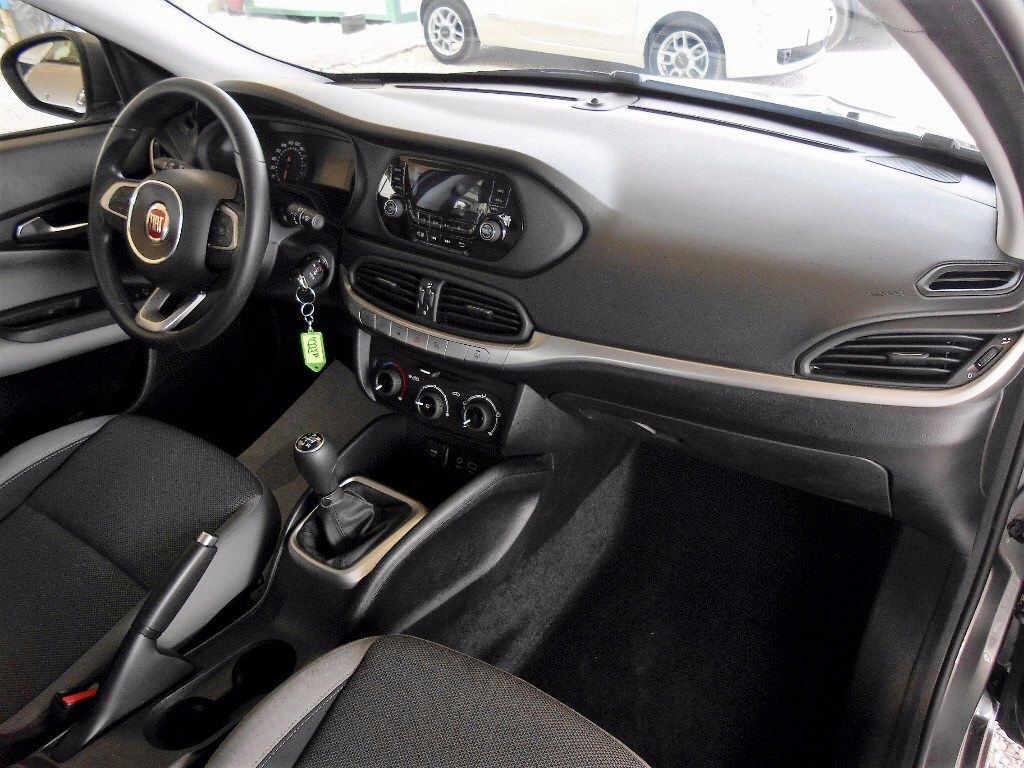
Fiat Tipo Pop – wnętrze

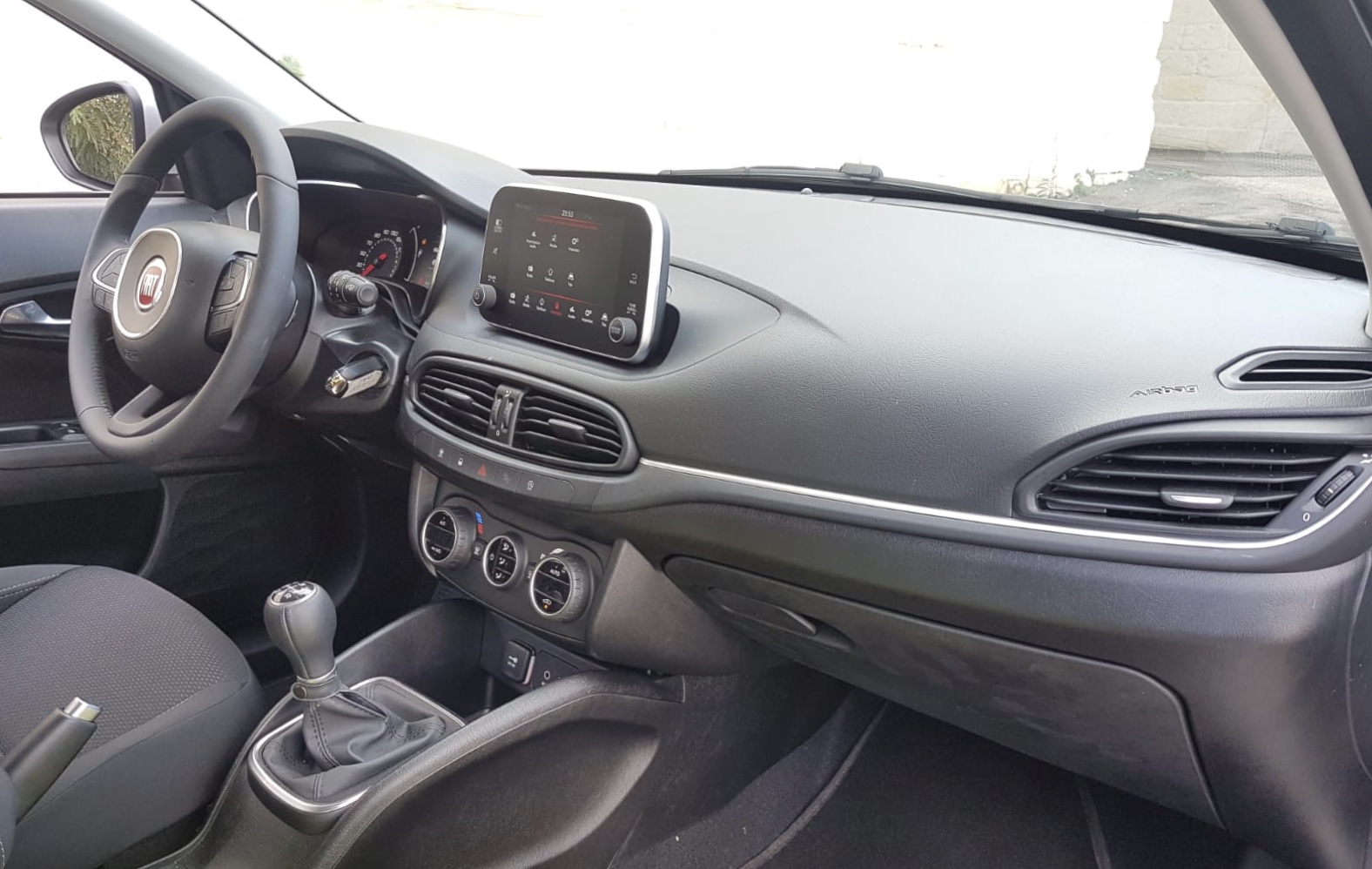
Fiat Tipo Lounge– wnętrze
(7-calowy ekran systemu inforozrywki)

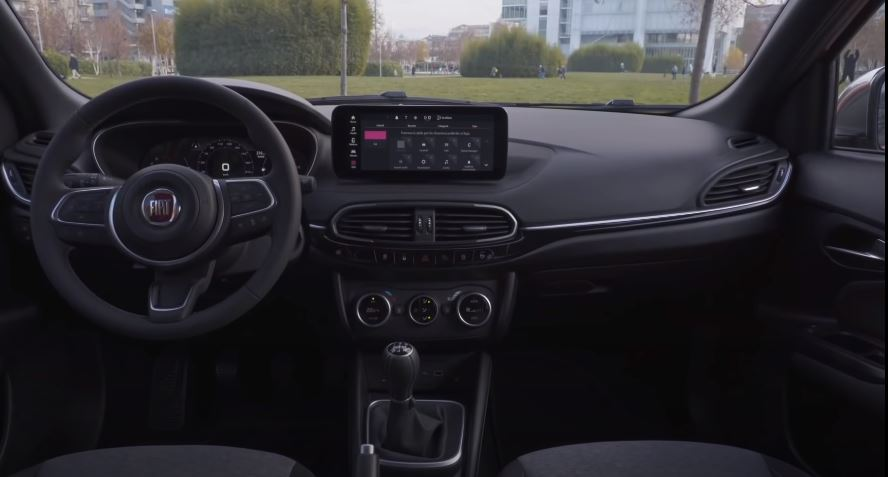
Fiat Tipo Lounge – wnętrze po liftingu
(10-calowy ekran systemu inforozrywki)

Wnętrze Fiata Tipo ma w zależności od wersji wyposażenia dostępne dwa rodzaje desek rozdzielczych. Tańsze modele mają górę z radioodtwarzaczem lub 5-calowym system informacyjno-rozrywkowym Uconnect, natomiast wyższe wersje wyposażenia mają górną część deski z 7-calowym systemem multimedialnym Uconnect HD w stylu tabletu. Dolna część deski rozdzielczej jest wspólna dla wszystkich wersji wyposażenia i nawiązuje stylistyką do tej z Fiata Grande Punto.
Według producenta wnętrze ma pomieścić nawet 5 dorosłych osób. Na przednich fotelach mogą się znaleźć osoby o wzroście do 1,87 m, natomiast na tylnej kanapie o wzroście do 1,80 m. We wnętrzu pojazdu znalazło się również 9 schowków o łącznej pojemności 12 litrów.
Bagażnik wersji Station Wagon wyposażono w praktyczny system podwójnej podłogi zwanej „Cargo Magic Space", który umożliwia dopasowanie komory bagażnika do aktualnych potrzeb. Dzięki regulowanej dwupoziomowo podłodze można zwiększyć głębokość bagażnika, a dwie ruchome ściany boczne pozwalają umieścić w nim mniejsze przedmioty lub wykorzystać do maksimum całą szerokość bagażnika. Asymetrycznie składane siedzenia Flip&Fold umożliwiają uzyskanie płaskiej powierzchni ładunkowej o długości do 1,80 m.

### Bezpieczeństwo
Pojazd przeszedł dwa testy bezpieczeństwa Euro NCAP. Wersja hatchback w standardowej wersji wyposażeniowej otrzymała 3 gwiazdki. Najlepszy 82% wynik uzyskał przy ochronie dorosłych pasażerów, nieco gorzej wypadł przy ochronie przechodniów i dzieci, w tychże kategoriach uzyskał odpowiednio 62% i 60%. Najgorzej wypadł przy teście systemów bezpieczeństwa, w tej kategorii uzyskał wynik 25%. Na życzenie producenta przeprowadzono testy najbogatszej wersji, wyposażonej w pakiet bezpieczeństwa, która otrzymała 4 gwiazdki, co zapewnił przede wszystkim zwiększony do 57% wynik oceny systemów bezpieczeństwa, będących na wyposażeniu samochodu.

### Nagrody i wyróżnienia
Fiat Tipo od początku zdobywał liczne nagrody m.in. Autobest 2016, Autolider 2016 i 2017, oraz został wybrany Internetowym Samochodem Roku 2017 portalu OtoMoto.pl w kategorii nowych samochodów osobowych.
W 2018 roku Tipo został zwycięzcą plebiscytu Fleet Awards Polska, natomiast w 2017 i 2019 roku Fiat Tipo był oficjalnym samochodem Maratonu Warszawskiego PZU.
Kompaktowy Fiat w sezonie 2019/2020 został również partnerem motoryzacyjnym zespołu hokejowego GKS Tychy, mistrza Polski w hokeju na lodzie.
Fiat Tipo w zestawieniu GTÜ na rok 2020 został liderem niezawodności w kategorii aut kompaktowych w wieku 1–3 lat.

### Lifting

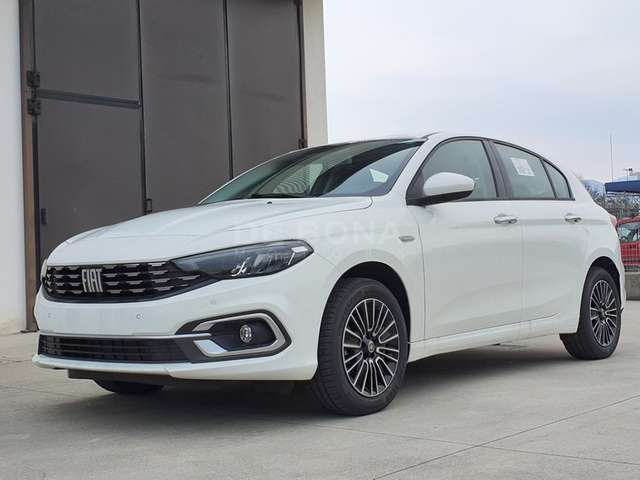
Fiat Tipo po liftingu

W październiku 2020 roku Fiat Tipo przeszedł obszerny lifting. Zmiany objęły m.in. atrapę chłodnicy z nowym logo producenta, światła przednie i tylne (od teraz wykonane w technologii LED), oraz zderzak przedni.
Wewnątrz producent wprowadził m.in. zmodernizowaną deskę rozdzielczą i tablicę przyrządów, nowy system multimedialny z 10-calowym wyświetlaczem dotykowym, 7-calowy wyświetlacz zegarów cyfrowych zamiast analogowych zegarów, nowe wzory tapicerek, oraz wersje wyposażenia. Pod maską znalazły się natomiast nowe 3 cylindrowe silniki Fiata z serii FireFly. Z jednostek wysokoprężnych, bez zmian pozostał diesel 1.3 MultiJet, natomiast 1.6 MultiJet otrzymał silnik mocniejszy o 10 KM. Przy okazji zmieniona została także skrzynia zmiany biegów. Oprócz tego, zmianie uległy warunki gwarancji – od teraz jest ona 5-letnia, z limitem 120 000 kilometrów.

### Odmiana hybrydowa
W drugiej połowie 2022 roku do sprzedaży trafiła hybrydowa odmiana pojazdu, występująca w wersjach hatchback oraz kombi. Na układ napędowy składa się benzynowy silnik 1.5 FireFly Turbo o mocy 130 KM, wspomagany 48-woltową elektryczną jednostką. Według zapewnień producenta ma wzmocnić układ o ponad 20 KM. Do przeniesienia napędu użyto nowej dwusprzęgłowej skrzyni biegów o 7 przełożeniach.

### Dodge Neon

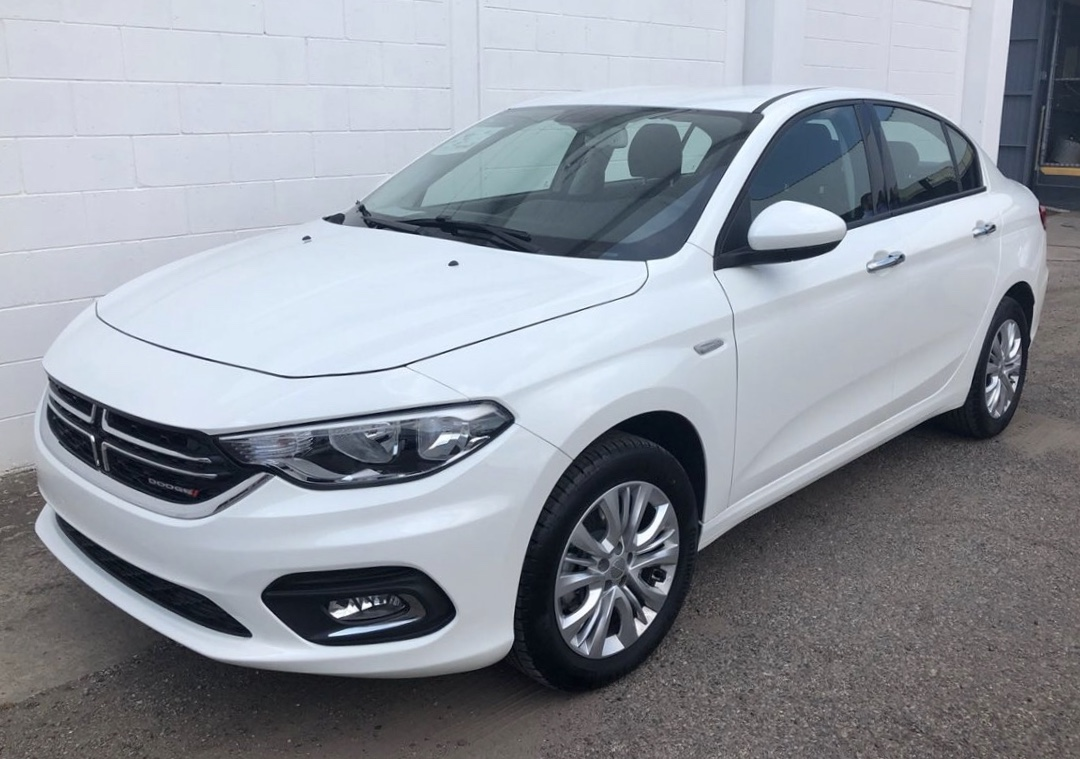
meksykański Dodge Neon

W latach 2016–2021 Fiat Tipo w wersji sedan oferowany był w Meksyku oraz Zjednoczonych Emiratach Arabskich pod nazwą Dodge Neon. Różnice wizualne ograniczyły się do innego wypełnienia atrapy chłodnicy z charakterystycznym krzyżowym motywem w atrapie chłodnicy, a także innych oznaczeń modelu i producenta na klapie bagażnika. Pojazd był dostępny tylko jako 4-drzwiowy sedan i zniknął z rynku w 2021 roku bez następcy.

## Wersje wyposażeniowe

### Przed liftingiem[36][37][38]
| Tipo   | Standardowe wyposażenie podstawowej wersji Tipo obejmuje m.in. system ABS, ESP, ESC z asystentem awaryjnego hamowania, system zapobiegający dachowaniu, system wspomagający ruszanie pojazdem na wzniesieniu, a także system kontroli ciągniętej przyczepy, 6 poduszek powietrznych, klimatyzacje manualną, radioodtwarzacz Uconnect z 4 głośnikami i złączem USB, światła do jazdy dziennej, elektryczne sterowanie szyb przednich, zamek centralny z pilotem, elektryczne wspomaganie kierownicy Dualdrive z trybem City, system monitorowania ciśnienia w oponach (TPMS), automatycznie unoszoną klapę bagażnika oraz 15-calowe felgi z kołpakami. |
| Pop    | Bogatsza wersja Pop dodatkowo wyposażona jest m.in. w regulowany na wysokość fotel kierowcy, sterowanie radiem z kierownicy, oraz Bluetooth. |
| Easy   | Kolejna w hierarchii wersja Easy dodatkowo wyposażona została m.in. w światła do jazdy dziennej LED, elektrycznie regulowane szyby tylne, kierownice i gałkę zmiany biegów obszyte skórą, tempomat, lusterka lakierowane pod kolor nadwozia, chromowane klamki, radio Uconnect z 6 głośnikami i 5 calowym ekranem dotykowym, a także 16-calowe stalowe felgi z kołpakami. |
| Lounge | Najbogatszą wersję Lounge dodatkowo wyposażona została także m.in. w światła przeciwmgielne z funkcją doświetlania zakrętów, czujniki parkowania tylne, jednostrefową automatyczną klimatyzacje, elektrycznie regulowane i podgrzewane lusterka zewnętrzne, podłokietnik przedni, radio Uconnect z 6 głośnikami i 7 calowym ekranem dotykowym, oraz funkcją Android Auto/Apple Car Play, a także 16-calowe felgi aluminiowe. |

#### Wyposażenie opcjonalne
| Tipo   | Wyposażenie opcjonalne podstawowej wersji Tipo obejmuje m.in. podłokietnik przedni, fotel kierowcy z regulacją wysokości, światła przeciwmgielne, tylne czujniki parkowania, elektrycznie regulowane szyby tylne, kierownicę i gałkę zmiany biegów obszyte skórą, kierownicę ze sterowaniem radioodtwarzaczem, elektrycznie regulowane i podgrzewane lusterka zewnętrzne, chromowane klamki zewnętrzne, lusterka zewnętrzne lakierowane pod kolor nadwozia, przyciemniane szyby, system multimedialny Uconnect z 5 calowym ekranem dotykowym, a także 16-calowe felgi aluminiowe.                                                 |
| Pop    | Wyposażenie opcjonalne bogatszej wersji Pop obejmuje m.in. światła przeciwmgielne, tylne czujniki parkowania, elektrycznie regulowane szyby tylne, kierownicę i gałkę zmiany biegów obszyte skórą, podgrzewane fotele przednie, kamerę cofania, klimatyzację automatyczną, reflektory bi-ksenonowe, elektrycznie regulowane i podgrzewane lusterka, podłokietnik przedni i tylny, chromowane klamki i listwy zewnętrzne, lusterka zewnętrzne lakierowane pod kolor nadwozia, przyciemniane szyby, system multimedialny Uconnect z 5 calowym ekranem dotykowym, nawigację satelitarną, a także 16 lub 17-calowe felgi aluminiowe.  |
| Easy   | Wyposażenie opcjonalne kolejnej w hierarchii wersji Easy obejmuje m.in. światła przeciwmgielne, tylne czujniki parkowania, podgrzewane fotele przednie, kamerę cofania, klimatyzację automatyczną, reflektory bi-ksenonowe, elektrycznie regulowane i podgrzewane lusterka, podłokietnik przedni i tylny, fotel kierowcy z regulacją odcinka lędźwiowego, chromowane listwy zewnętrzne, lusterka zewnętrzne lakierowane pod kolor nadwozia, system multimedialny Uconnect z 7 calowym ekranem dotykowym, radio cyfrowe DAB, nawigację satelitarną, funkcję Android Auto/Apple Car Play, a także 16 lub 17-calowe felgi alminiowe. |
| Lounge | Wyposażenie opcjonalne najbogatszej wersji Lounge obejmuje m.in. adaptacyjny tempomat, kamerę cofania, czujniki parkowania, fotel kierowcy z regulacją odcinka lędźwiowego, nawigację satelitarną, radio cyfrowe DAB, podłokietnik na tylnej kanapie, 17 lub 18-calowe felgi aluminiowe, podgrzewane przednie siedzenia, reflektory bi-ksenonowe, skórzaną tapicerkę, lakier bi-kolore czy też przyciemniane szyby. |

### Po liftingu
| Tipo Classic | Standardowe wyposażenie podstawowej wersji Tipo Classic obejmuje m.in. system ABS, ESP, ESC z asystentem awaryjnego hamowania, system zapobiegający dachowaniu, system wspomagający ruszanie pojazdem na wzniesieniu, a także system kontroli ciągniętej przyczepy, 6 poduszek powietrznych, klimatyzacje manualną, radioodtwarzacz Uconnect z 4 głośnikami i złączem USB, sterowanie radiem z kierownicy, światła do jazdy dziennej, elektryczne sterowanie szyb przednich, zamek centralny z pilotem, elektryczne wspomaganie kierownicy Dualdrive z trybem City, system monitorowania ciśnienia w oponach (TPMS), automatycznie unoszoną klapę bagażnika oraz 15-calowe felgi z kołpakami. |
| Tipo         | Bogatsza wersja Tipo dodatkowo wyposażona jest m.in. w asystenta utrzymania pasa ruchu, tempomat, system wykrywania zmęczenia kierowcy, aktywny przedni grill z otwieranymi klapami, a także radioodtwarzacz Uconnect z 6 głośnikami i systemem Bluetooth. |
| City Life    | Kolejna w hierarchii wersja City Life dodatkowo wyposażona została m.in. w światła do jazdy dziennej LED, trzeci tylny zagłówek, kierownicę i gałkę zmiany biegów obszyte skórą, radioodtwarzacz Uconnect z 7 calowym ekranem dotykowym i funkcją Android Auto/Apple CarPlay, oraz 16-calowe felgi z kołpakami. |
| Life         | Najbogatszą wersję Life dodatkowo wyposażona została także m.in. w światła przeciwmgielne z funkcją doświetlania zakrętów, tylne czujniki parkowania, elektrycznie regulowane szyby tylne, klimatyzacje automatyczną jednostrefową, podłokietnik przedni, lusterka lakierowane pod kolor nadwozia, a także cyfrowe zegary z 7 calowym ekranem, |

### Wersje specjalne

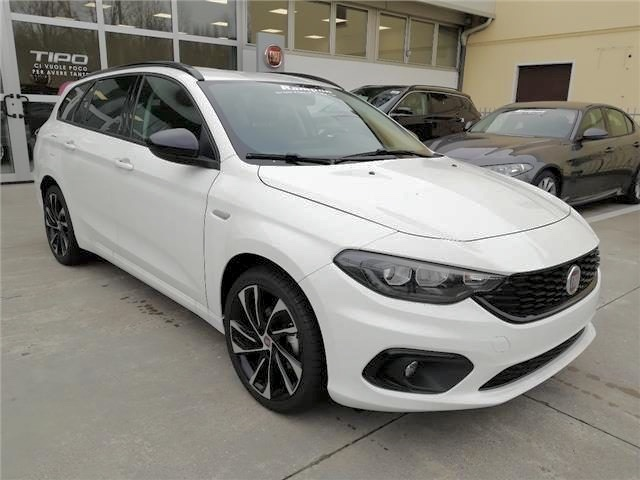
Fiat Tipo S-Design

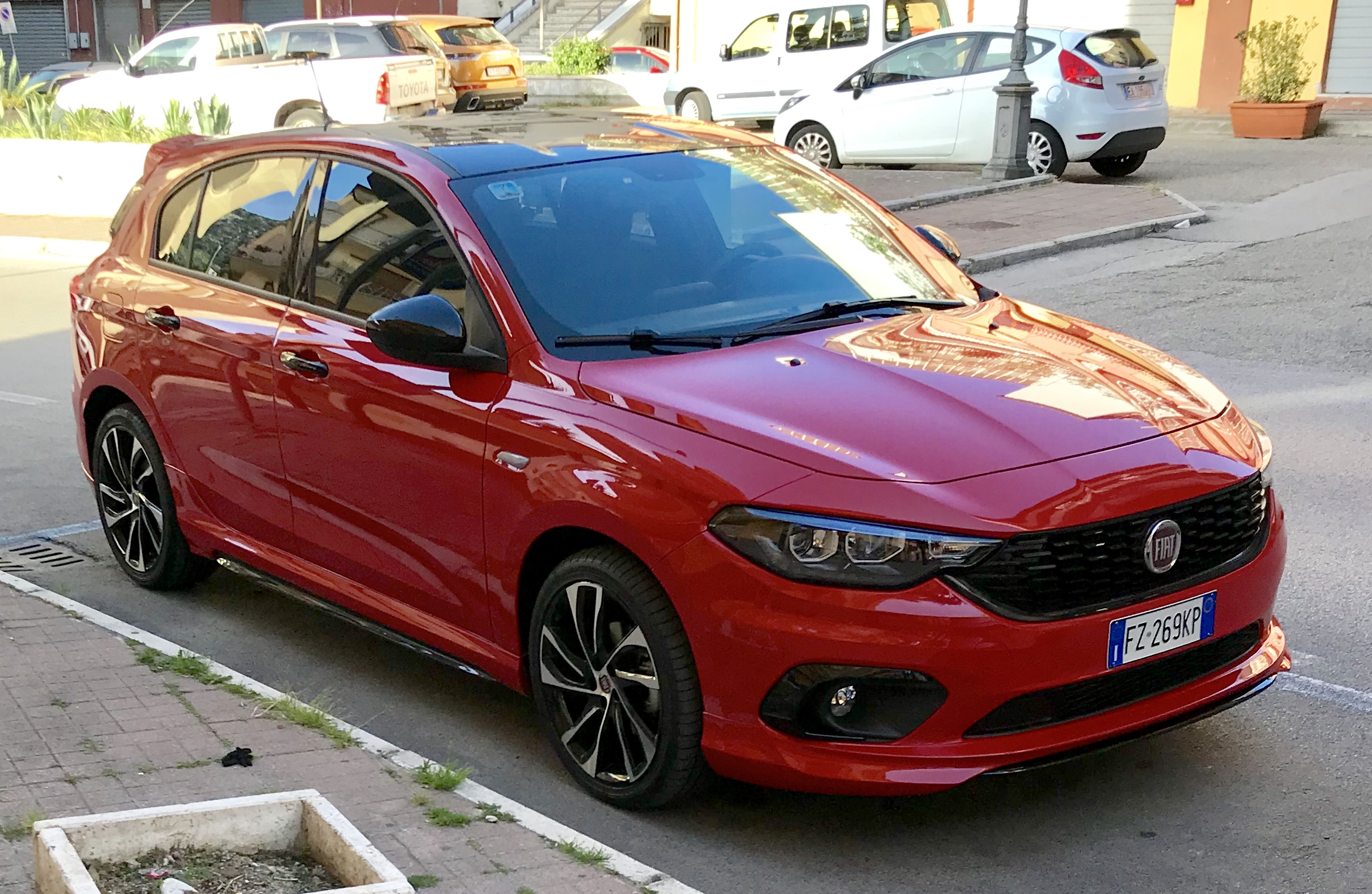
Fiat Tipo Sport

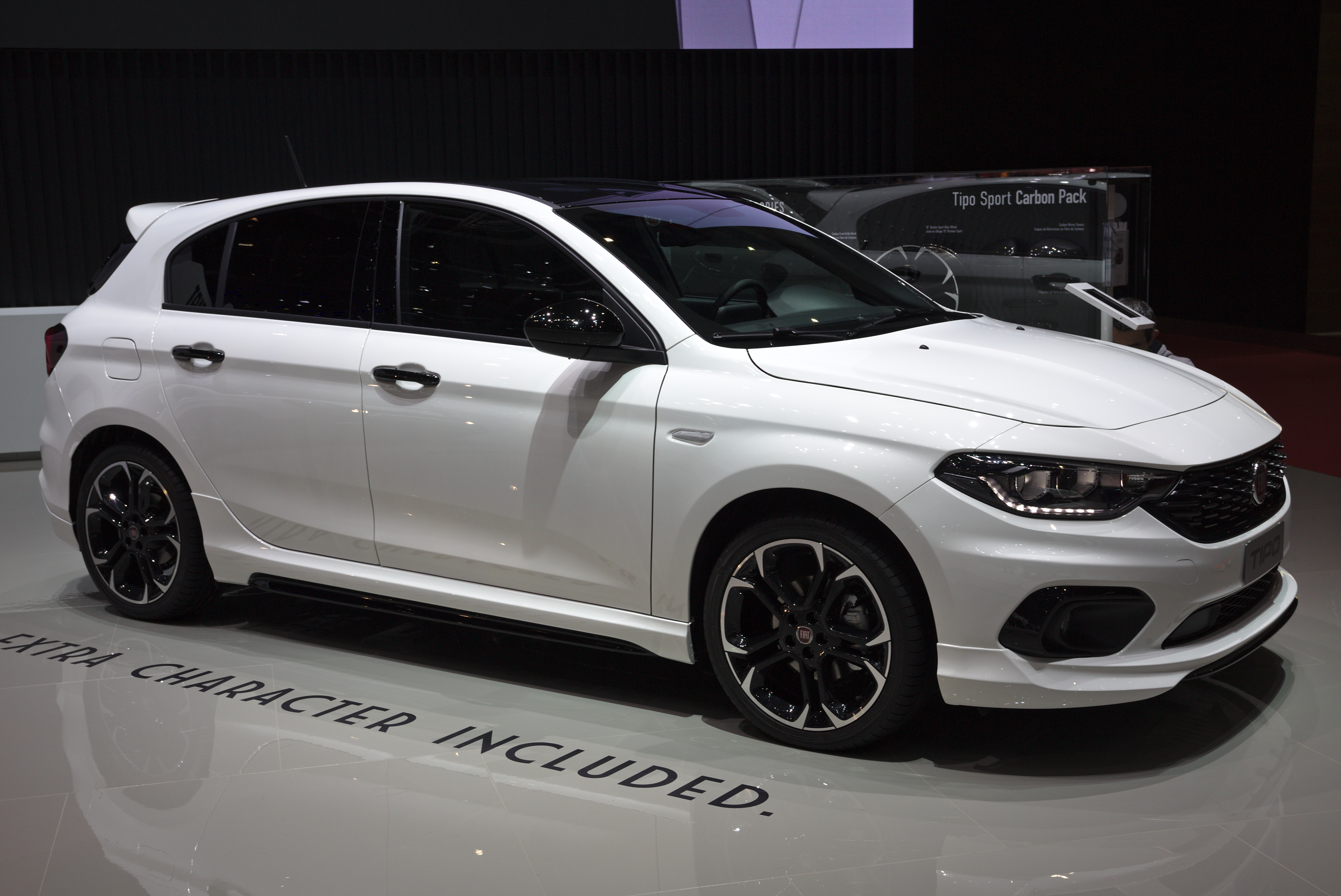
Fiat Tipo Street

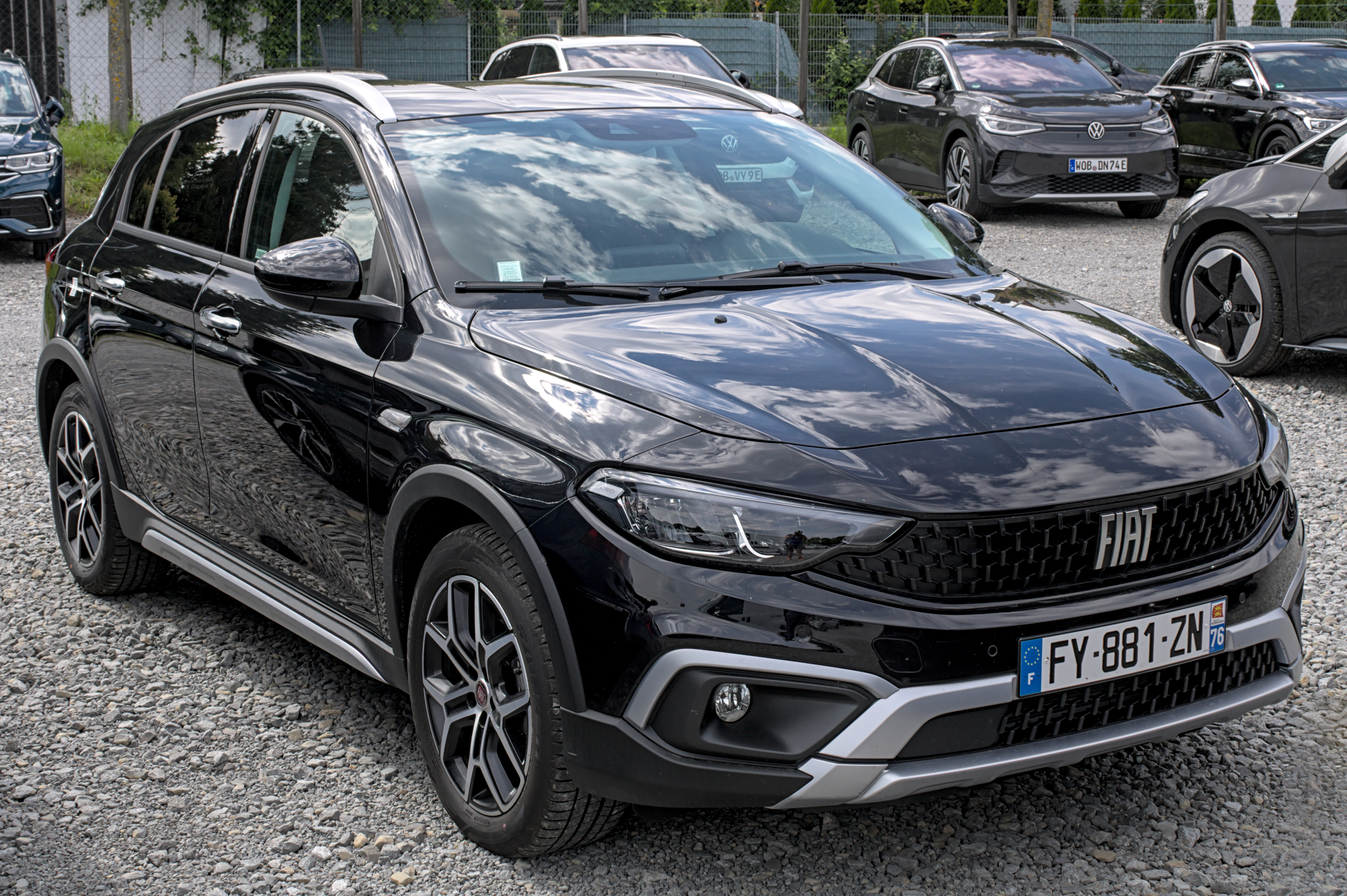
Fiat Tipo Cross

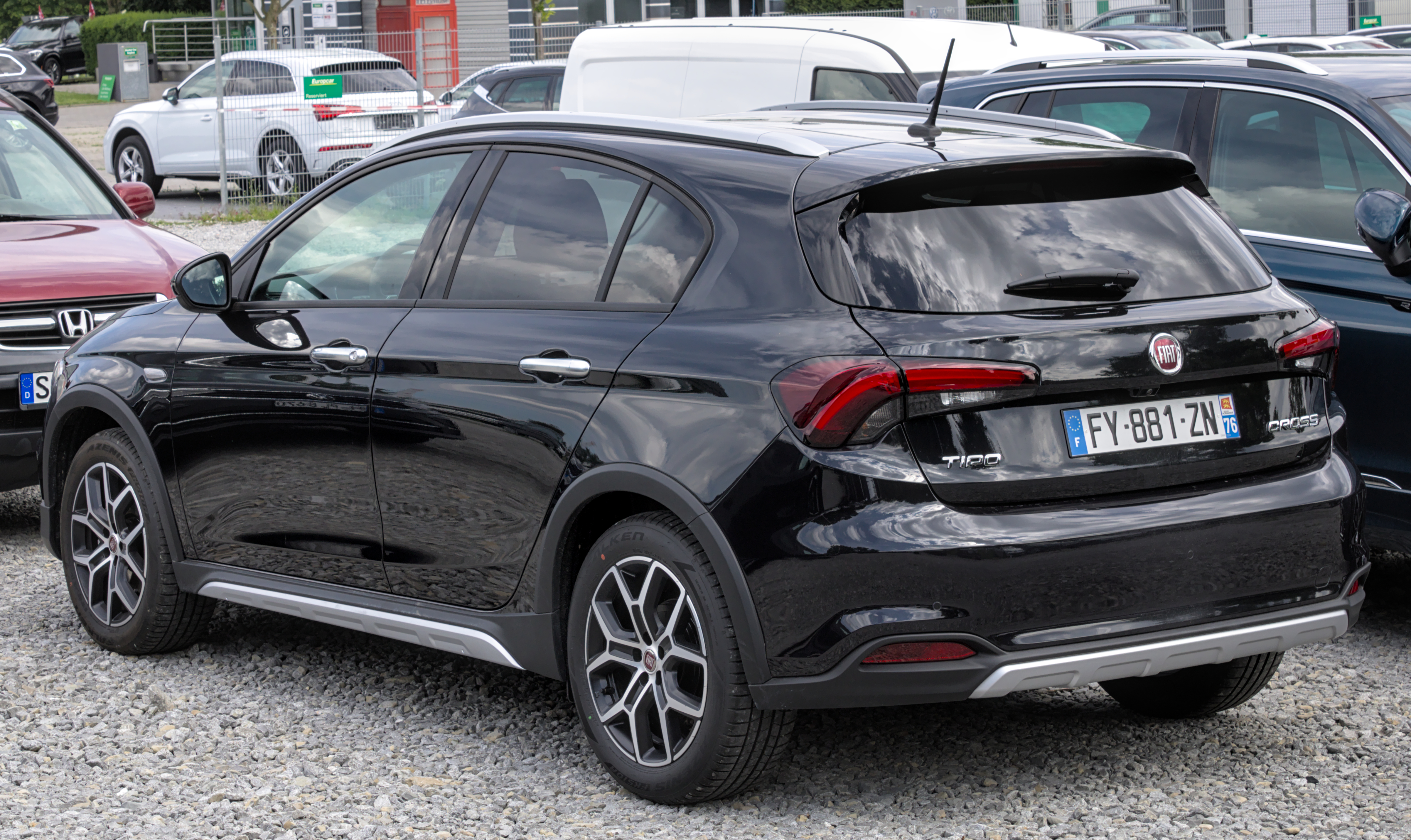
Fiat Tipo Cross - tył

#### Opening Edition/Opening Edition Plus
Wersje dostępne na początku sprzedaży, oferowały bardzo dobry stosunek ceny do wyposażenia. Wyposażenie wersji Opening Edition jest porównywalne do wersji Easy, a wersji Opening Edition Plus do wersji Lounge. Wersje te były oferowane jedynie w wersji sedan i wyłącznie z benzynowymi silnikami.

#### Street
Wersja skierowana do młodych klientów, którym zależy na dobrym kompromisie pomiędzy atrakcyjnym wyglądem a ceną. Specyfikacja ta bazuje na podstawowej Tipo/Pop, ale zawiera 16-calowe felgi aluminiowe w kolorze czarnym, przyciemnione szyby i kontrastowe ciemne akcenty, jak obudowy lusterek oraz zewnętrzne i wewnętrzne klamki drzwi.

#### Mirror
Wersja ta jest połączeniem technologii i stylu, bazuje na standardowej wersji Easy. W wyposażeniu standardowym znajdziemy system multimedialny Uconnect z 7-calowym ekranem dotykowym, z integracją Apple CarPlay i kompatybilnym z Android Auto. Auto w tej specyfikacji występuje w nowym kolorze Venezia Blue. Oprócz tego, stylistycznie samochód wyróżniają m.in. chromowane akcenty wykończenia, takie jak klamki drzwi, listwy boczne, dolna część atrapy chłodnicy, ramki lamp przeciwmgielnych i obudowy lusterek, oraz znaczek Mirror na słupku i 16-calowe szlifowane obręcze kół.

#### S-Design
Wersja łącząca bogate wyposażenie i dynamiczny wygląd. Reklamowana jest hasłem reklamowym: „S jak Sport, S jak Styl”. Wersję bazującą na wersji Lounge poznać można po detalach wykończonych czernią na wysoki połysk. Znaleźć ją można na osłonie chłodnicy, wlotach powietrza i obudowach lusterek bocznych. Kolejnymi wyróżnikami są: 17-calowe obręcze kół (w opcji nawet 18-calowe), przyciemnione tylne szyby i klamki drzwi w kolorze nadwozia. Wersja ta została wyposażona m.in. w bi-ksenonowe reflektory.

#### Sport
Wersja o usportowionym wyglądzie, występującą wyłącznie w wersji nadwoziowej hatchback. Mimo usportowionego wyglądu, gama silnikowa pozostała bez zmian. W Fiacie Tipo Sport zastosowano m.in. zderzaki przednie i tylne o bardziej agresywnym wyglądzie, nakładki na progi, atrapę dyfuzora pod zderzakiem, 18-calowe felgi aluminiowe o specjalnym wzorze, spojler nad tylną szybą, czy też czarne nakładki na lusterka i obwódki świateł przeciwmgielnych. Oprócz tego za dopłatą dostępny jest również dach lakierowany na czarno.

#### More
Specjalna odmiana, której nazwa ma odnosić się do wzbogacenia wyposażenia poszczególnych wersji o dodatki podkreślające ich charakter. Według producenta, przy wyborze wersji More można zaoszczędzić na opcjach nawet 50 procent. Wersje More obejmują zarówno wszystkie wersje nadwoziowe, jak i silnikowe, i są w istocie wzbogaceniem innych oferowanych wersji specjalnych (tzn, S-Design, Sport, Lounge, Mirror, Street), oraz standardowej wersji Lounge. Przykładowo, wersja S-Design More została wyposażona dodatkowo m.in. w 18 calowe aluminiowe felgi, a Lounge More m.in. o kierownicę obszytą, przyciemniane tylne szyby czy też reflektory bi-ksenonowe. Dopłata do wersji More wynosi 2500 zł.

#### Cross
Uterenowiona wersja pojazdu. Odmiana w pierwszej kolejności zadebiutowała w nadwoziu hatchback, docelowo dostępne ma być dostępne także kombi. Wersja cross otrzymała m.in. inne bardziej odporne zderzaki, plastikowe nakładki na nadkola, relingi dachowe, specjalne wzory felg i większy o 4 cm prześwit. Dostępna jest w dwóch odmianach – tańszej City Cross, oraz droższej Cross. Wersja Cross stanowi ponad 40% sprzedawanych Fiatów Tipo po face liftingu.

#### City Sport
W egzemplarzach po face liftingu, wersja o usportowionym wyglądzie zewnętrznym nazwana została City Sport. Tę wersję wyposażono m.in. w 18-calowe alufelgi z diamentowym szlifem, lśniący czernią grill i innymi czarnymi dodatkami. Światła Full LED (przód/tył) są w standardzie. Wewnątrz znalazła się m.in. czarna podsufitka, wirtualny 7-calowy kokpit zamiast analogowych zegarów, a także system multimedialny UConnect 5 z 10,25-calowym ekranem dotykowym. Gama silnikowa została ograniczona do jednostek 1.0 GSE, oraz 1.6 MultiJet.

## Silniki
| Silnik                                          | Pojemność skokowa [cm³] | Typ silnika        | Moc maksymalna [KM] przy obr./min | Maks. moment obrotowy [Nm] przy obr./min | Przyspieszenie 0–100 km/h [s] | Prędkość maks. [km/h] | Lata produkcji     |
| Silniki benzynowe:                              | Silniki benzynowe:      | Silniki benzynowe: | Silniki benzynowe:                | Silniki benzynowe:                       | Silniki benzynowe:            | Silniki benzynowe:    | Silniki benzynowe: |
| ----------------------------------------------- | ----------------------- | ------------------ | --------------------------------- | ---------------------------------------- | ----------------------------- | --------------------- | ------------------ |
| 1.4 StarJet 16V 6MT                             | 1368                    | R4                 | 95 (70)/6000                      | 127/4500                                 | 12,4                          | 182                   | od 2016            |
| 1.0 FireFly Turbo 6MT                           | 999                     | R3                 | 100 (74)/5000                     | 190/1500                                 | 11,8                          | 192                   | od 2020            |
| 1.6 E-torQ 16V 6AT                              | 1598                    | R4                 | 110 (81)/5500                     | 152/4500                                 | 11,2                          | 192                   | 2016 - 2018        |
| 1.4 T-Jet 16V 6MT                               | 1368                    | R4                 | 120 (88)/5000                     | 215/2500                                 | 9,9                           | 200                   | 2016 - 2020        |
| Silniki wysokoprężne:                           |                         |                    |                                   |                                          |                               |                       |                    |
| 1.3 MultiJet 5MT                                | 1248                    | R4                 | 95 (70)/4000                      | 200/1500                                 | 12,5                          | 181                   | od 2016            |
| 1.6 MultiJet 6MT                                | 1598                    | R4                 | 120 (88)/3750                     | 320/1750                                 | 10,1                          | 200                   | 2016 - 2020        |
| 1.6 MultiJet DDCT                               | 1598                    | R4                 | 120 (88)/3750                     | 320/1750                                 | 11,0                          | 199                   | 2018 - 2020        |
| 1.6 MultiJet 6MT                                | 1598                    | R4                 | 130 (96)/3750                     | 320/1500                                 | 9,8                           | 208                   | od 2020            |
| Silniki benzynowe zasilane LPG/CNG/bioetanolem: |                         |                    |                                   |                                          |                               |                       |                    |
| 1.4 T-Jet LPG 6MT                               | 1368                    | R4                 | 120 (88)/5000                     | 215/2500                                 | 10,1                          | 221                   | 2016 - 2018        |
| 1.4 16V T-Jet 6MT Natural Power (CNG)           | 1368                    | R4                 | 120 (88)/5000                     | 215/2500                                 | b.d.                          | b.d.                  | b.d.               |
| 1.6 16V EtorQ 6AT (bioetanol)                   | 1598                    | R4                 | 110 (81)/5500                     | 152/4500                                 | b.d.                          | b.d.                  | b.d.               |

## Dane techniczne
| Średnica zawracania         | 10,9 m                                             |
| Promień skrętu              | 5,5 m                                              |
| Rozstaw kół – przód         | 1542 mm                                            |
| Rozstaw kół – tył           | 1543 mm                                            |
| Zwis przedni                | 893 mm                                             |
| Zwis tylny                  | 1003 mm                                            |
| Prześwit                    | 140 mm                                             |
| Rodzaj układu kierowniczego | przekładnia zębatkowa ze wspomaganiem elektrycznym |
| Opony podstawowe            | 195/65 R15                                         |
| Opony opcjonalne            | 205/55 R16 225/40 R18 225/45 R17                   |
| Rodzaj hamulców (przód)     | tarczowe                                           |
| Rodzaj hamulców (tył)       | bębnowe                                            |
| Rodzaj zawieszenia (przód)  | kolumny McPhersona                                 |
| Rodzaj zawieszenia (tył)    | belka skrętna                                      |

## Sprzedaż

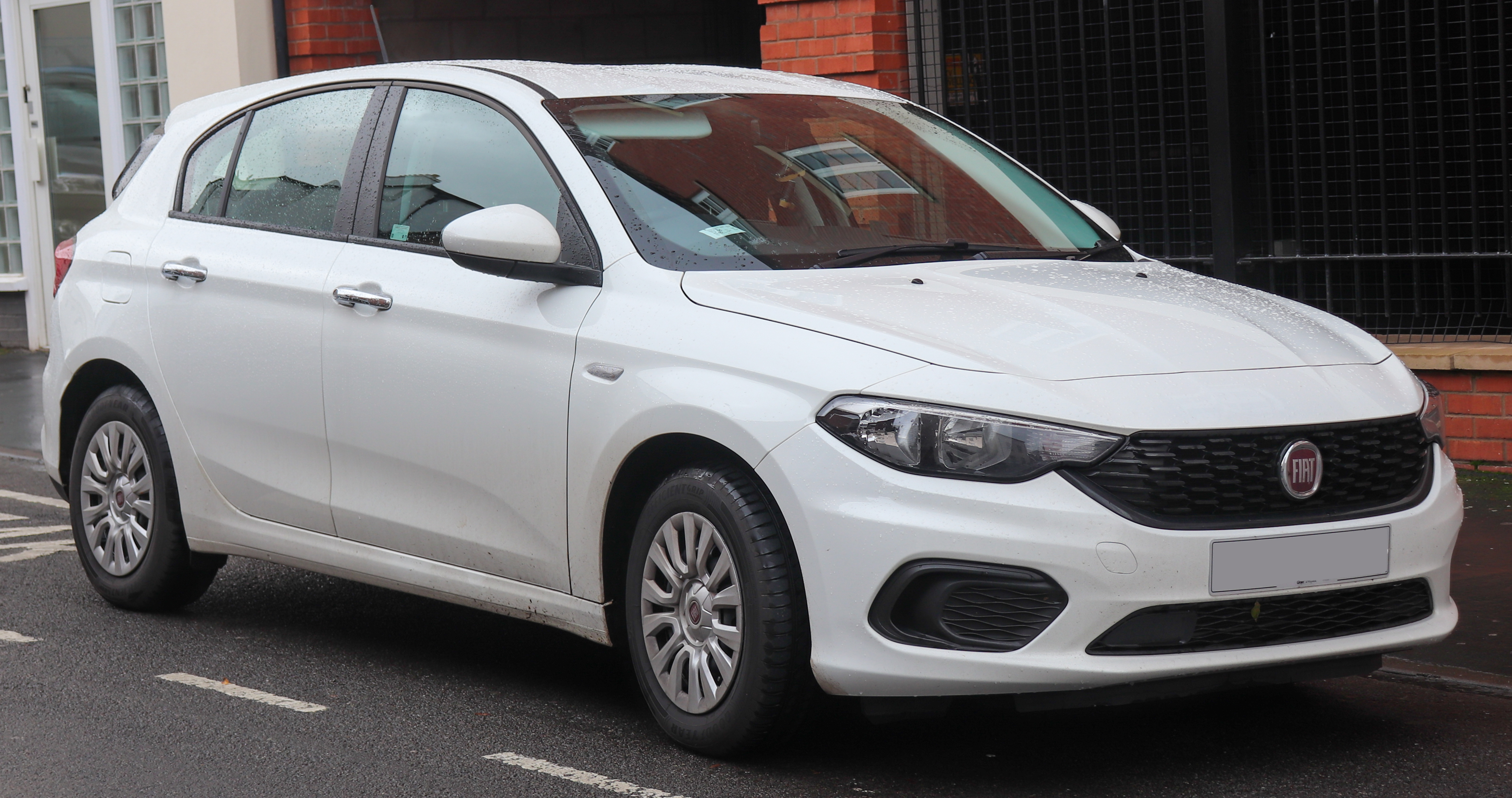
Fiat Tipo w Wielkiej Brytanii

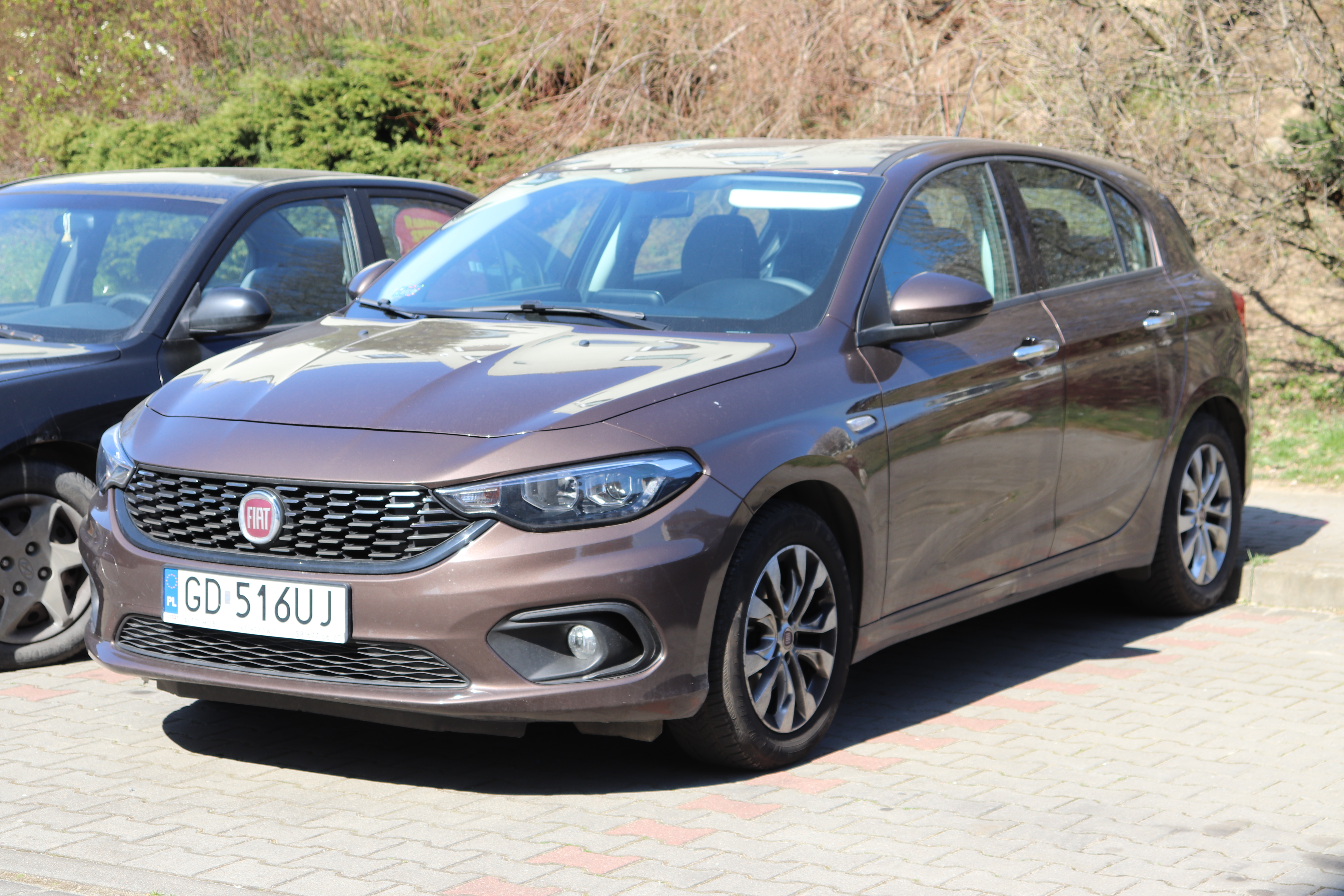
Fiat Tipo w Polsce

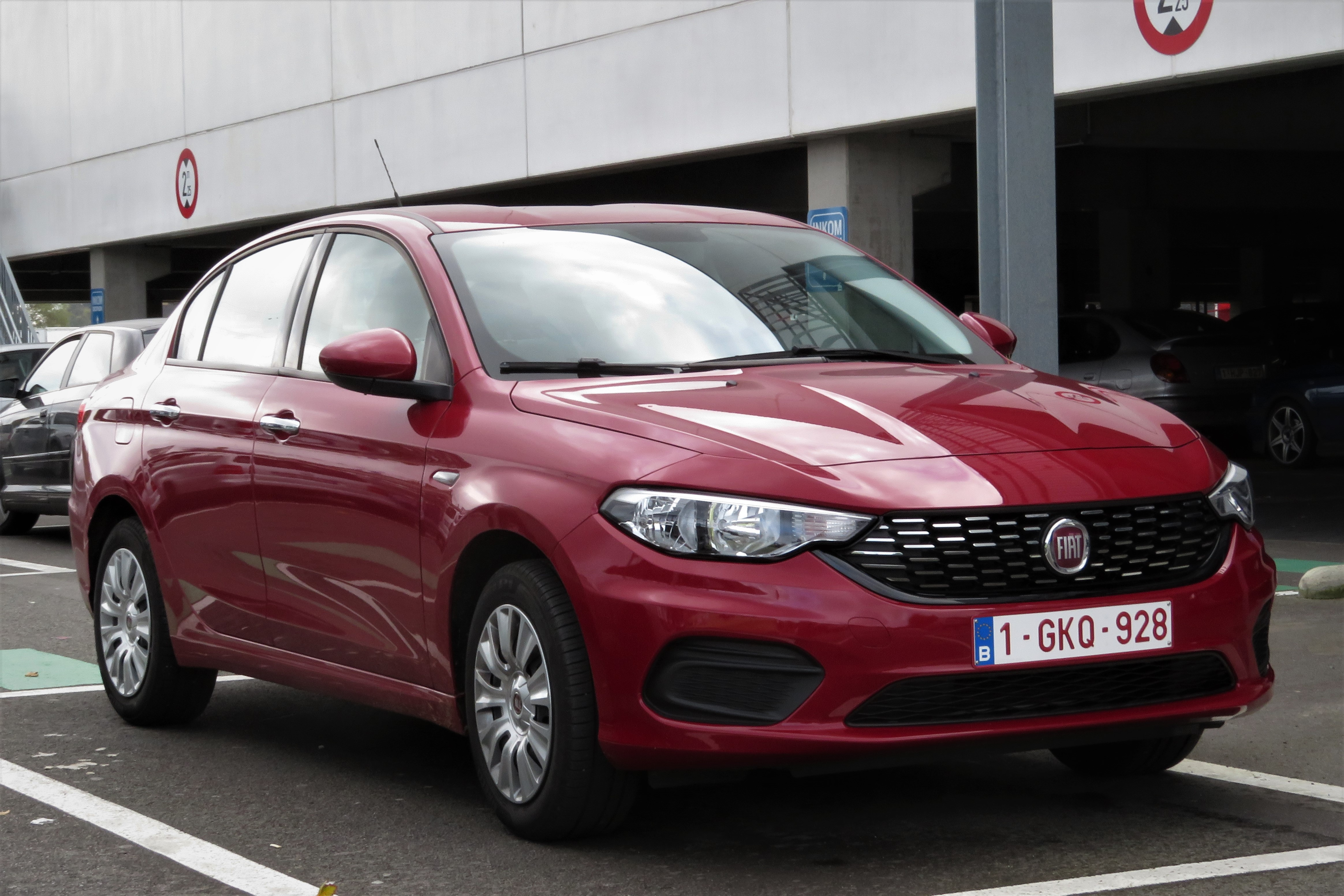
Fiat Tipo w Belgii

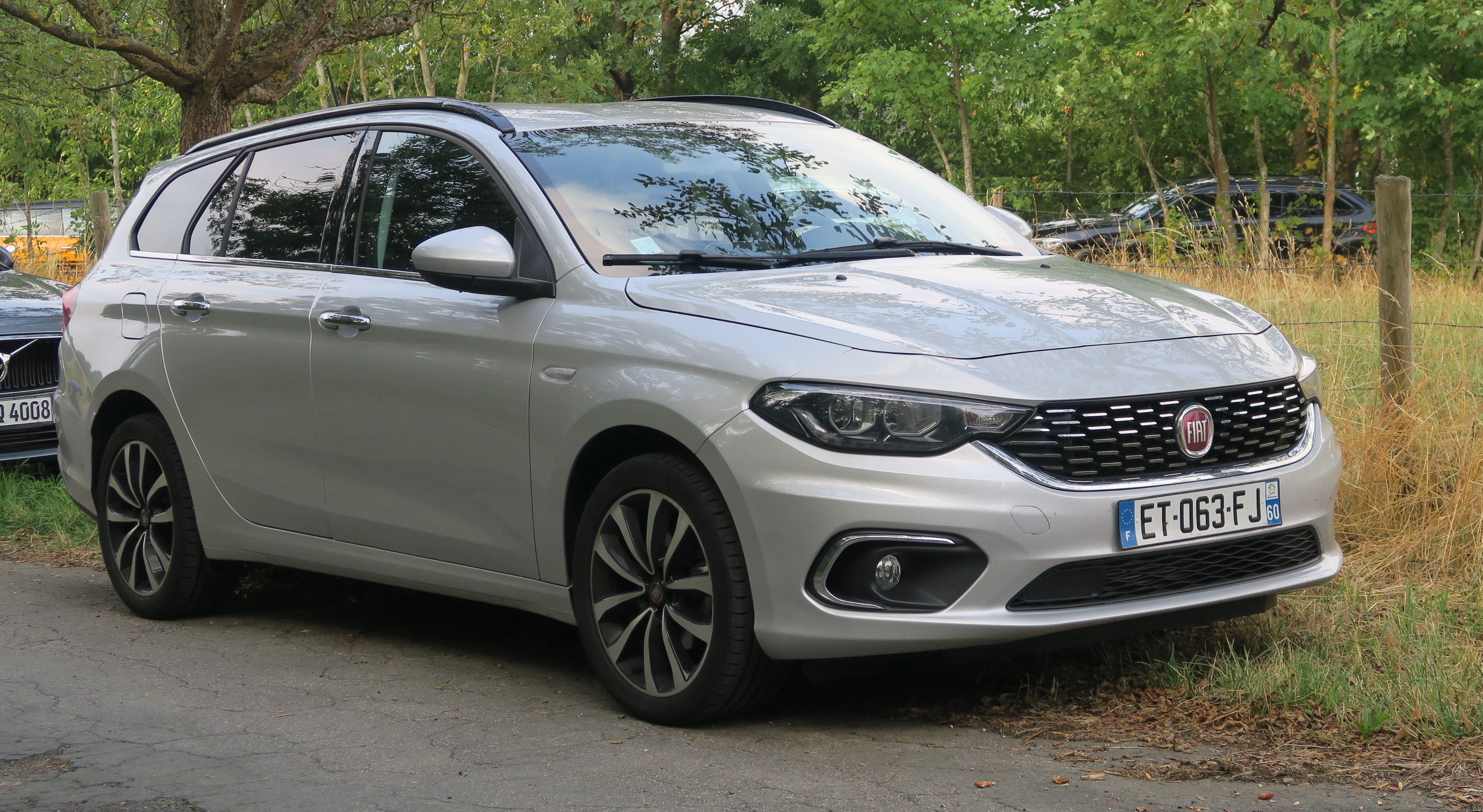
Fiat Tipo we Francji

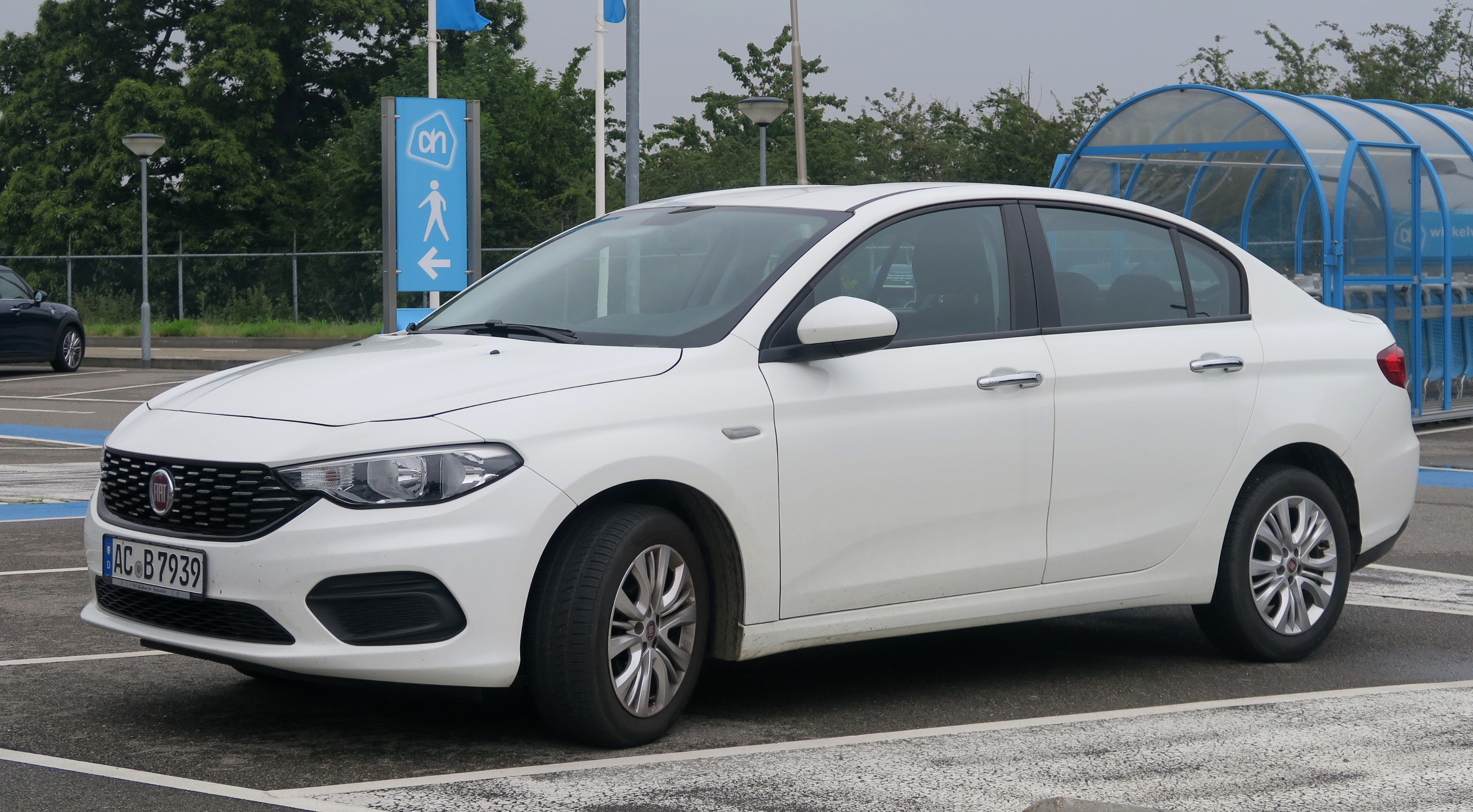
Fiat Tipo w Niemczech

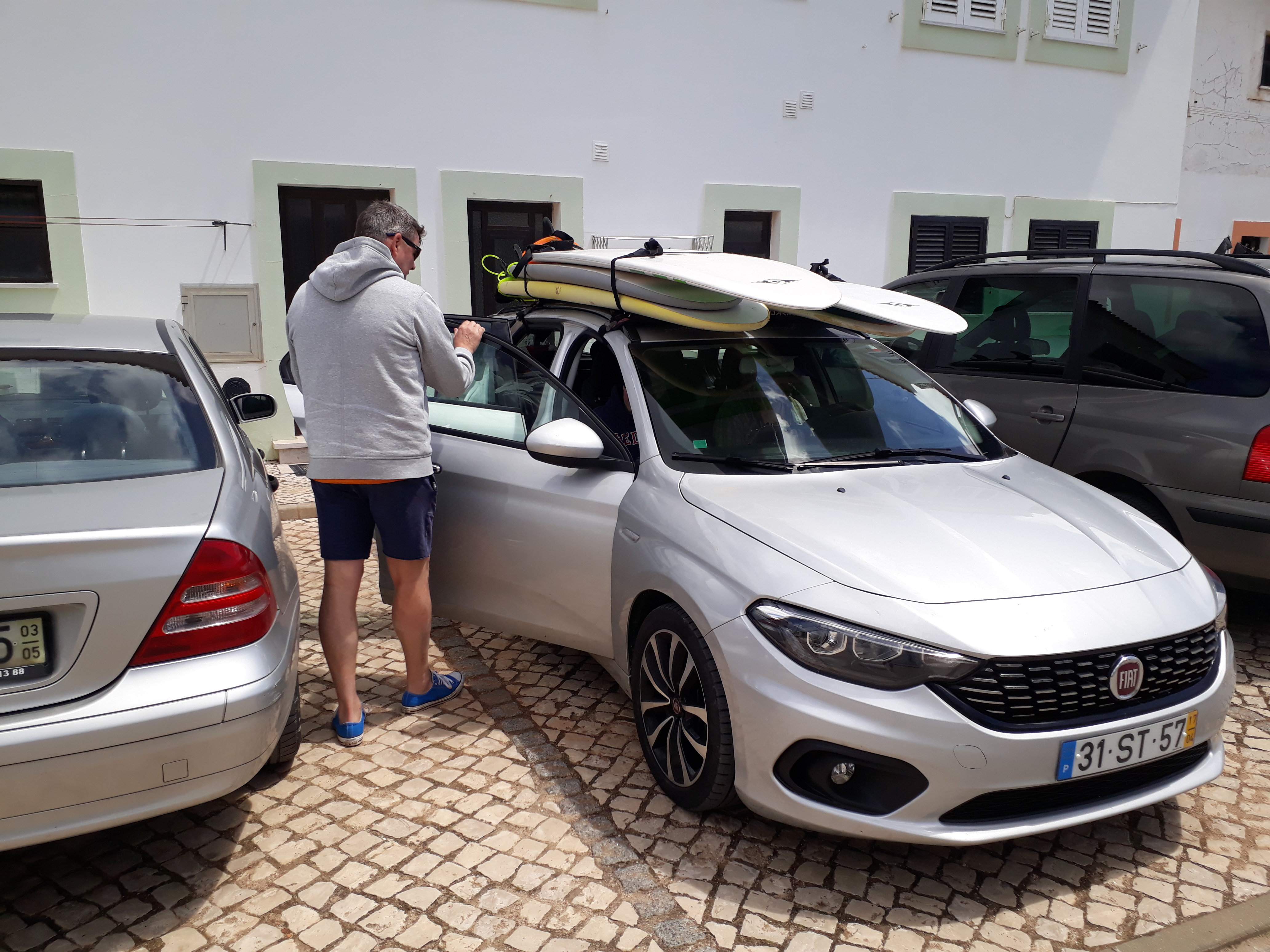
Fiat Tipo w Portugalii

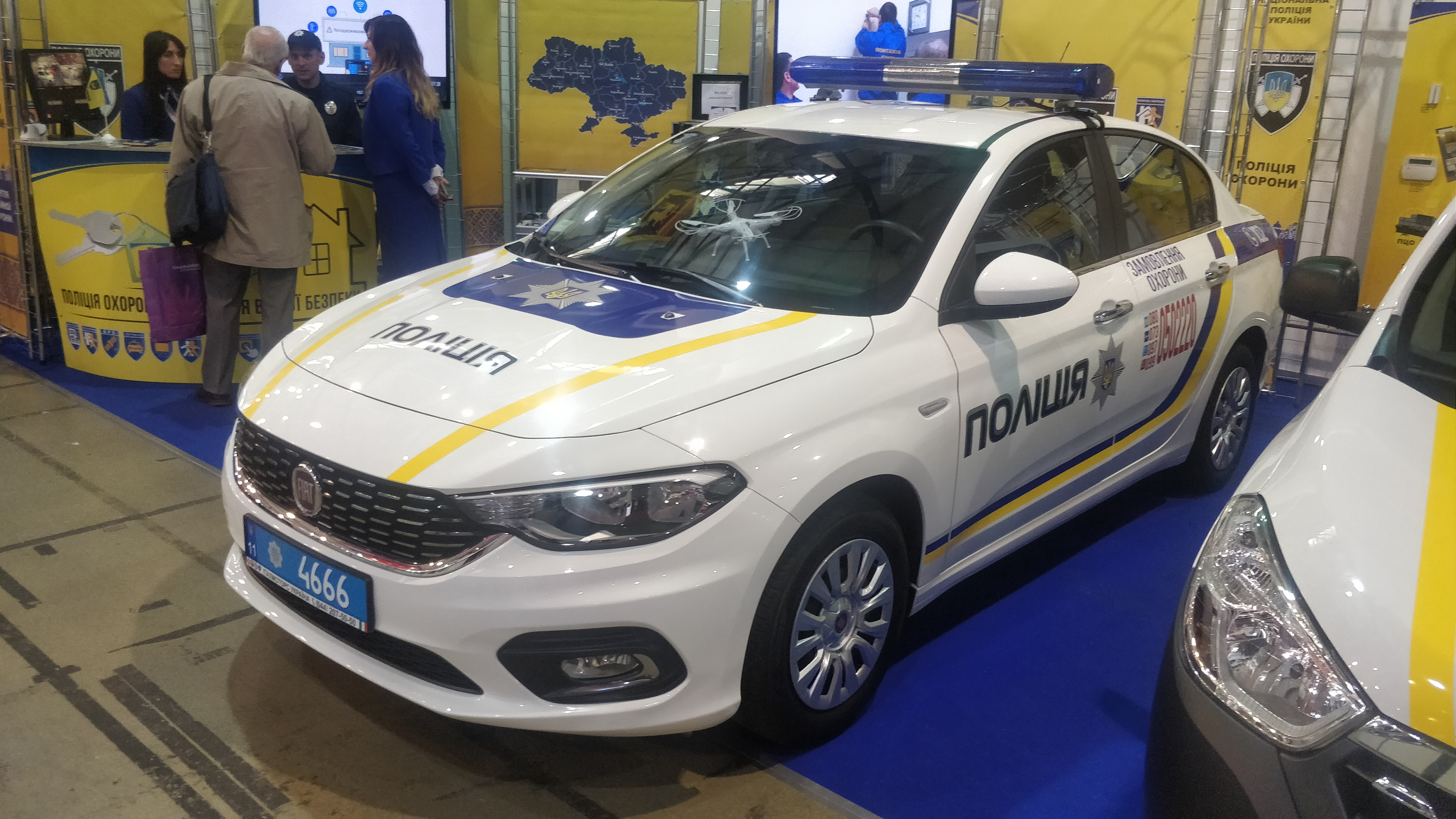
Radiowóz ukraińskiej policji

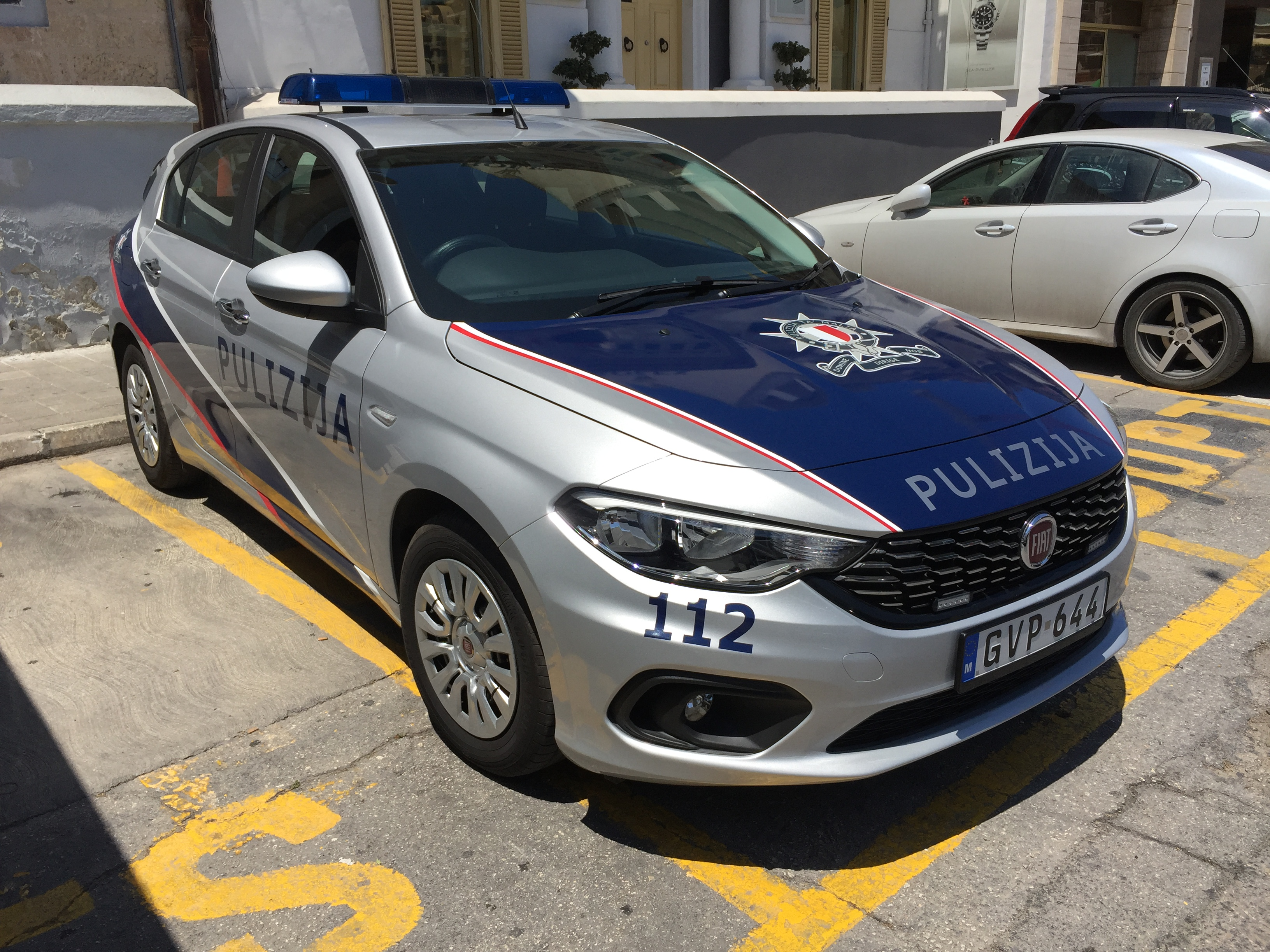
Radiowóz maltańskiej policji

### Polska
Sprzedaż wersji sedan uruchomiono w lutym 2016 roku, natomiast wersji hatchback i SW – na początku 2017. W pierwszym roku sprzedaży – 2016 sprzedano łącznie 2979 egzemplarze, dzięki czemu samochód był trzecim najchętniej kupowanym kompaktowym sedanem w Polsce. W czerwcu i we wrześniu 2017 roku samochód był numerem jeden w sprzedaży wśród klientów indywidualnych. 
Dzięki debiutowi wersji hatchback oraz SW na początku roku wynik w 2017 roku został niemal potrojony – sprzedano 8436 samochody. Tipo było drugim najlepiej się sprzedającym samochodem wśród klientów indywidualnych. Nieco gorszy wynik uzyskano w 2018 roku – sprzedano 8058 sztuk, jednak model „Tipo” stanowił aż 62% sprzedanych w 2018 r. przez samochodów przez Fiata. W styczniu 2019 roku model ten ponownie został najlepiej sprzedającym się samochodem wśród klientów indywidualnych, oraz zajął siódme miejsce w ogólnej klasyfikacji. 
W całym 2019 roku sprzedano łącznie 9384 egzemplarze, co zapewniło 8. miejsce w rankingu sumarycznym, oraz 5. miejsce w rankingu samochodów wybieranych przez klientów indywidualnych. W pierwszej połowie 2020 roku sprzedano 3014 egzemplarzy pojazdu, co zapewniło 10. miejsce w rankingu sumarycznym, oraz 5. miejsce w rankingu samochodów wybieranych przez klientów indywidualnych.  W 2020 roku Tipo był ponadto drugim najchętniej wybieranym samochodem segmentu C przez klientów indywidualnych.
Modele z silnikami 1.4 16V stanowią około 90% całej sprzedaży Tipo. 
Od wprowadzenia na rynek do lutego 2019 roku w Polsce sprzedano łącznie 20 466 szt. Fiatów Tipo, w tym: 11 303 szt. w wersji sedan, 5876 szt. w wersji hatchback i 3287 szt. w wersji SW.
| Rok  | Sprzedaż (szt.) | Pozycja | Udział w rynku |
| ---- | --------------- | ------- | -------------- |
| 2016 | 2979            | b.d.    | 0,7%           |
| 2017 | 8436            | 12      | 1,7%           |
| 2018 | 8058            | 14      | 1,5%           |
| 2019 | 9384            | 8       | 1,7%           |
| 2020 | 8744            | 7       | 2,0%           |
| 2021 | 5192            | 19      | 1,2%           |
| 2022 | <4000           | b.d.    | <1%            |

### Europa
Pierwsze 40 Fiatów Tipo sedan trafiło do klientów jeszcze w październiku 2015 roku, natomiast sprzedaż wersji hatchback i SW zainicjowano w niektórych państwach europejskich już pod koniec 2016 roku, aczkolwiek w większości państw – na początku 2017 roku. Do tej pory Fiat Tipo sprzedawał się najlepiej w czerwcu 2017 roku – sprzedano wówczas 15 964 sztuki. Dla porównania w okresie luty 2016 – luty 2019 w całej Europie sprzedano łącznie 298 487 szt. Fiatów Tipo, natomiast w Polsce – 20 466 szt.
Poniżej szczegółowe zestawienie sprzedaży z podziałem na miesiące:
|             | 2015 | 2016   | 2017    | 2018    | 2019   | 2020   | 2021   | 2022   | SUMA    |
| ----------- | ---- | ------ | ------- | ------- | ------ | ------ | ------ | ------ | ------- |
| Styczeń     |      | 1339   | 9580    | 10883   | 5600   | 4760   | 1731   | 1446   |         |
| Luty        |      | 2373   | 9027    | 9599    | 7837   | 7735   | 3020   | 1385   |         |
| Marzec      |      | 3634   | 15664   | 11518   | 9390   | 2350   | 4225   | 1416   |         |
| Kwiecień    |      | 4649   | 10885   | 9240    | 8273   | 1575   | 3803   | 812    |         |
| Maj         |      | 4768   | 15285   | 10468   | 8636   | 3221   | 4104   | 1234   |         |
| Czerwiec    |      | 5056   | 15964   | 11098   | 8159   | 4664   | 5320   | 3129   |         |
| Lipiec      |      | 6309   | 8337    | 11680   | 6974   | 5018   | 3113   | 3723   |         |
| Sierpień    |      | 4645   | 6985    | 9415    | 4814   | 3937   | 2959   | 1947   |         |
| Wrzesień    |      | 6535   | 10234   | 3354    | 6193   | 5496   | 3373   | 2759   |         |
| Październik | 40   | 6052   | 7139    | 4577    | 4978   | 4606   | 2314   | 2225   |         |
| Listopad    | 65   | 7336   | 7546    | 5702    | 6423   | 4543   | 2507   | 2857   |         |
| Grudzień    | 667  | 7590   | 7116    | 4807    | 7512   | 5547   | 2204   | 2698   |         |
| Suma        | 772  | 60 286 | 123 762 | 102 341 | 84 789 | 53 452 | 38 673 | 25 631 | 489 701 |

### Poszczególne kraje
| Rok  | Włochy  | Niemcy | Francja | Hiszpania | Turcja  | Wielka Brytania | Meksyk | Argentyna |
| ---- | ------- | ------ | ------- | --------- | ------- | --------------- | ------ | --------- |
| 2019 | 26 795  |        | 5 851   | 9 147     | 32 005  |                 | 899    | 170       |
| 2018 | 40 337  | 5 521  | 12 829  | 12 166    | 36 649  |                 | 2 289  | 934       |
| 2017 | 56 046  | 11 804 | 13 957  | 9 110     | 47 704  | 6 498           | 5 271  |           |
| 2016 | 28 779  | 5 212  | 4 801   | 4 261     | 27 632  |                 | 2 491  |           |
| 2015 |         |        |         |           | 667     | 5 674           |        |           |
| Suma | 151 957 | 21 971 | 37 438  | 34 684    | 144 657 | 6 498           | 10 950 | 1 104     |

## Reklama

### 2016
Wraz z początkiem sprzedaży Tipo w wersji sedan pojawiły się pierwsze telewizyjne reklamy. W pierwszej reklamie podkreślano atuty samochodu, dostępne za cenę jedynie 42 600 zł. Wykorzystane hasło reklamowe to: „Tak niewiele trzeba, by mieć tak wiele”.

### 2017
Wraz z debiutem odmian Tipo hatchback i kombi pojawiły się kolejne telewizyjne reklamy modelu, będące w istocie tylko modyfikacją poprzedniej reklamy, aczkolwiek zamiast sedana wystąpiły w nich modele kombi i hatchback. Przy modelu kombi zdecydowano się także zareklamować atrakcyjną ofertę finansowania dla firm. Równocześnie wznowiono także emisję reklamy wersji sedan, która została poddana delikatnym modyfikacjom.
Pod koniec roku pojawiła się kolejna reklama kompaktowego Fiata, tym razem reklamująca modele hatchback i kombi w wersji specjalnej S-Design. Użyte hasło reklamowe to „S jak Sport, S jak Styl”, natomiast wykorzystana muzyka to „Dynamite” autorstwa Nicky Blitz.

### 2018
W 2018 roku sztandarową reklamą była reklama, w której producent przedstawił wszystkie trzy wersje nadwoziowe pojazdu i zdecydował się podkreślić pozytywne zmiany w gamie wersji specjalnych pojazdu. Wykorzystane hasło to „Twoje życie się zmienia. Fiat Tipo też”. Później powstało kilka innych wariacji na temat reklamy m.in. odnoszących się do wersji specjalnych Mirror i Street czy też zapraszających na noc cudów Fiata.

### 2019
Wraz z nadejściem 2019 roku zadebiutowała kolejna reklama, która z początku miała zachęcić do zakupu samochodu w wyprzedaży rocznika 2018. W reklamie zadano pytanie retoryczne: „Co jest lepsze od apartamentu? Apartament w cenie standardowego pokoju” co miało być anegdotą, porównującą wycenę Tipo do konkurencyjnych modeli. Przy okazji w reklamie przedstawiono trzy wersje specjalne Mirror, Sport i Street. Muzyka wykorzystana w reklamie to „Tchaikovsky Beat” Messer Chups. W późniejszym czasie pojawiła się identyczna reklama z tym, że odnosząca się do klasy biznes i ekonomicznej w pociągu, czy też skrócona 15 sekundowa odmiana.

### 2020
Początkiem 2020 roku zadebiutowała ostatnia jak dotąd reklama kompaktowego Fiata, która podkreślając, że w obecnych czasach mamy mniej czasu na różne czynności, tymczasem Tipo zyskuje więcej komfortu, więcej technologii etc. co miało zachęcić do zakupu Tipo w wersjach specjalnych More. Przy okazji zareklamowano wyprzedaż rocznika 2019 w salonach włoskiej marki. Muzyka użyta w spocie to „Delight” Jamie Berry.

## Testy drogowe i krytyka
Samochód był chwalony m.in. za niską cenę, jej dobry stosunek do jakości, stylistykę przypominającą dużo droższe auto, rozsądny silnik 1.4 16V dopasowany do ceny i charakteru samochodu, 6-biegową skrzynię biegów w standardzie, duży bagażnik, dużą ilość miejsca w kabinie, wygodne fotele przednie, komfortowe, a jednocześnie bezpieczne i tanie w naprawie zawieszenie czy też czytelne wskaźniki i ergonomię deski rozdzielczej. W samochodach po face liftingu doceniano także nowy silnik 1.0 FireFly Turbo i przede wszystkim osiągane przez niego niskie spalanie.
Krytyka natomiast dotyczyła m.in. dość słabych wyników testów bezpieczeństwa, niskiej jakości wykonania i spasowania elementów wnętrza, dość słabych hamulców, małego wyboru wersji silnikowych i braku szczególnie mocnych silników, braku na wyposażeniu nowoczesnych systemów, a także ospałego i paliwożernego silnika 1.6 E-torQ.

### Usterki
Fiat Tipo uchodzi za mało awaryjny samochód o prostej konstrukcji. Do najczęściej występujących w nim usterek należą:
- przedwczesne zużycie końcówek drążków kierowniczych i łączników stabilizatora,
- podatna na pękanie skóra wokół mieszka zmiany biegów,
- pęknięte dociski sprzęgła,
- źle dociśnięte kostki elektryczne,
- nieszczelności układu chłodzenia w wersji z LPG,
- nadmierne zużycie oleju przez benzynowe silniki 1.4 16V i 1.6 E-torQ,
- pękający kolektor wydechu w benzynowym silniku 1.4 T-Jet,
- przedwcześnie zużywające się koło dwumasowe w silniku Diesla 1.3 MultiJet.

## Fiat Tipo TCR
W kwietniu 2020 roku z dwuletnim opóźnieniem zadebiutowała odmiana Fiata Tipo, stworzona z myślą o torze. Tipo TCR jest bolidem stworzonym przez zespół Tecnodom Sport. W modelu poprawiono m.in. zawieszenie, aerodynamikę i napęd, do którego zastosowano silnik 2.0 GSE z Alfa Romeo Giulia. We wrześniu 2020 roku samochód zadebiutował w czwartej rundzie TCR Italy Touring Car Championship.